# Террасофт
Группа компаний Terrasoft (сейчас Creatio) — разработчик программного обеспечения корпоративного класса, в первую очередь известен как производитель систем класса CRM и Service Desk. Помимо разработки программных продуктов занимался ИТ-консалтингом и реализовал комплексные проекты по внедрению CRM-стратегии и автоматизации предприятий.

## Структура компании, филиалы
Группа компаний Terrasoft имеет представительства в Киеве (Украина), Алматы (Казахстан) и Лондоне (Великобритания). До 24.02.2022 функционировало представительство в Москве (Россия), которое по решению компании было закрыто.

## История компании
Первая версия системы Terrasoft CRM была разработана Александром Поповым в 2001—2002 годах.
В 2002 году Александр Попов вместе с Катериной Костеревой основали компанию Terrasoft. Начало деятельности компании совпало по времени с повышением интереса бизнеса к CRM: согласно данным Gartner в период с 2003 по 2008 год, мировой рынок систем управления взаимоотношениями с клиентами стабильно демонстрировал двузначный рост. В то же время в Восточной Европе продажи CRM росли ещё более стремительно, что связано с молодостью и слабой насыщенностью рынка.
Первые версии CRM-системы использовались молодой компанией в собственной работе, но достаточно быстро появились клиенты — российские, украинские и белорусские компании разного масштаба. Одними из первых пользователей Terrasoft CRM в 2002—2003 годах стали АСТ (Россия), «Диамантбанк»(Украина), «Радио Люкс» (Украина), «ЦЕБИТ» (Украина), «Муравей» (Украина), «Лайнсервис» (Россия), Baltic Training Group (Украина), Watson Telecom (Украина), D&Y (Украина).
Первоначально Terrasoft CRM была рассчитана на работу в средних и малых компаниях, однако постепенно решение обрело функциональные возможности, свойственные крупным корпоративным системам. Параллельно Terrasoft занялась разработкой CRM-систем для различных рыночных вертикалей. В 2003 году появилась первая реализация отраслевого решения Terrasoft CRM Bank для организации управления взаимоотношения с клиентами в банках, а на сегодняшний день на платформе Terrasoft создано более 25 отраслевых продуктов и решений.
В 2004—2005 году Terrasoft разрабатывает методологии ведения CRM-проектов и активно занимается проектной и консалтинговой деятельностью, открывает подразделение Terrasoft Consulting, которое вскоре перерастает в отдельную компанию, развивает партнёрскую сеть во главе с Андреем Шеховцовым. В то же время Terrasoft начинает продвижение на западные рынки. В числе первых зарубежных клиентов Terrasoft — дилер автомобилей Smart в Великобритании, компания SmartsRUs.
В 2007 году Terrasoft вместе с партнёрами выпускает ряд отраслевых решений, а также Terrasoft Sales, CRM-систему с базовыми возможностями для решения задач отдела продаж. В том же году появился первый программный продукт компании, не являющийся CRM-системой: им оказалось решение для организации сервисного обслуживания Terrasoft Service Desk.
Тогда же, согласно отчетам IDC, Terrasoft занимает крупнейшую долю CRM рынка в России среди систем отечественной разработки.
В 2009 году Terrasoft объявляет об обновлении линейки своих CRM-систем. Теперь семейство входят три конфигурации: система с расширенной функциональностью Terrasoft XRM, «классическая» система Terrasoft CRM и Terrasoft Sales.
В 2009 году Terrasoft начинает работать над новой платформой для управления бизнес-процессами (BPMonline). А в феврале 2011 года объявляет о релизе новой разработки. В основу платформы BPMonline заложена концепция BPM (Business Process Management) и популярный мировой стандарт описания бизнес-процессов — BPMN (Business Process Modeling Notation). Первым продуктом, созданным на новой платформе, стала система BPMonline CRM. Система представляет собой web-приложение, которое не требует установки клиентской части, так как работа с системой осуществляется с помощью браузера.
В сентябре 2010 года в результате технологического партнёрства с компанией «ИнтелТелеком», поставщиком решений для построения call-центров, выпущен интеграционный модуль для продуктов call-центр Infinity и Terrasoft CRM.
По состоянию на февраль 2011 года, программные продукты Terrasoft используют в работе более 3000 предприятий, а партнёрская сеть разработчика представлена более чем 200 компаниями.
В марте 2022 года Террасофт полностью прекратил свою деятельность на территории России и Белоруссии. Поддержка клиентов в этих странах прекращена.
17 марта 2022 года Ланит (группа российских ИТ-компаний) объявил о полном переходе сотрудников российского подразделения Terrasoft в состав ГК и о готовности поддержать клиентов сервиса Creatio, помочь в переходе на российские системы.

## Продукты и решения
- BPMonline CRM — прикладное CRM-решение на базе платформы BPMonline, которое обладает возможностями системы управления бизнес-процессами (BPM).
- Terrasoft XRM — система управления взаимоотношениями с клиентами, которая помимо классических CRM-задач покрывает сферы управления сервисом, проектами и финансами.
- Terrasoft CRM — CRM-система, которая охватывает основные сферы управления взаимоотношениями с клиентами и организации внутренних процессов компании.
- Terrasoft Sales — инструмент для управления продажами, с базовой CRM-функциональностью.
- Terrasoft CRM Mobile — приложение для мобильного доступа к системе управления взаимоотношениями с клиентами и удаленной организации внутренних процессов компании.
- Terrasoft Service Desk — решение для автоматизации внутренней либо внешней сервисной службы, ИТ-отдела или службы поддержки предприятия.
- Terrasoft Service Desk Web User — веб-инструмент для управления инцидентами и базой знаний онлайн. Решение предназначено для организации взаимодействия пользователей с сервисной службой предприятия и предоставляет пользователям возможность самостоятельно регистрировать свои обращения, а также контролировать ход разрешения.
- Terrasoft Call Centre — программный продукт для организации контактного центра компаний. Модуль Terrasoft Call Centre представляет собой рабочее место для приема и выполнения телефонных звонков, интегрированное с CRM-системой и АТС. В базовую поставку Terrasoft включены следующие пакеты интеграции: с платформой Cisco, с платформой Oktell, с телефонными станциями, поддерживающими TAPI-драйвер.
- Terrasoft Loyalty — комплексное решение для автоматизации программ лояльности.
- Terrasoft CRM Bank — комплексное решение для автоматизации работы банка. Использование системы позволяет автоматизировать работу департаментов управления работой с розничными и корпоративными клиентами, маркетинга, службы Collection.
- Terrasoft Debt Collection — система для автоматизации решения задач по возврату просроченной задолженности.
- Terrasoft XRM Distribution — продукт для автоматизации деятельности дистрибуторских компаний. Система включает механизмы для хранения и управления каталогом продуктов и информацией о поставщиках, управления сложным ценообразованием, прогнозирования и контроля объёмов продаж. Специальные модули управления закупками и складом решают ключевые задачи автоматизации дистрибуции.
- Terrasoft XRM Professional Services — программный продукт, который предоставляет инструменты для эффективного управления компаниями, оказывающими профессиональные услуги.
- Terrasoft Motors — отраслевое решение для автодилеров. Удобный инструмент для работы менеджеров по продажам автосалонов, специалистов отдела заказа и доставки автомобилей, маркетологов и руководителей.
- Terrasoft Real Estate — ПО для автоматизации ключевых бизнес-процессов фирм, специализирующихся на работе с объектами коммерческой недвижимости.
- Terrasoft Press — программный продукт для оптимизации ключевых бизнес-процессов и повышения эффективности работы издательского дома.

## Награды и достижения
- 2003 — Terrasoft одержала победу во всеукраинском конкурсе производителей программного обеспечения «SoftRegatta 2003» в номинации «CRM-системы»
- 2005 — Terrasoft CRM — премия «Продукт Года 2005» на Всеукраинском конкурсе разработчиков программного обеспечения «Soft Regatta-2005»[9]
- 2006 — Terrasoft получает награду за вклад в развитие CRM рынка СНГ от портала CRMonline[10]
- 2007
  - Управляющий партнёр Terrasoft Катерина Костерева удостоена премии «Человек года 2006» За наибольший вклад в развитие украинского рынка офисного и делового программного обеспечения[11]
  - Terrasoft CRM — лучшая CRM-система по итогам конкурса «Золотой Софт 2006»[12]
- 2008 — Terrasoft CRM — лучшая CRM-система года, разработанная в России и странах СНГ по итогам конкурса «CRM TOP AWARD 2007» независимого портала CRMonline[13]
- 2009
  - Terrasoft CRM — лучшая CRM-система года, разработанная в России и странах СНГ по итогам конкурса «CRM TOP AWARD 2008» независимого портала CRMonline;[14]
  - Награда за вклад в развитие CRM рынка СНГ[14];
  - Специальный приз за вклад в развитие отраслевых решений[14]
- 2010
  - Terrasoft CRM — лучшая CRM-система года, разработанная в России и странах СНГ по итогам конкурса «CRM TOP AWARD 2009» независимого портала CRMonline[15];
  - «Лучший проект года в области управления взаимоотношениями с клиентами»[15];
  - Специальный приз за вклад в развитие отраслевых решений[15]
  - Terrasoft — лучший поставщик консалтинговых услуг; Terrasoft XRM Bank — Лучшее CRM-решение для банков по итогам конкурса журнала Банкиръ.[16]
  - Terrasoft победила в конкурсе бизнес-кейсов по корпоративной социальной ответственности.[17]
- 2011
  - Катерина Костерева, управляющий партнёр группы компаний Terrasoft, вошла в ТОП 3 успешных руководителей на рынке «Системная интеграция и консалтинг» по результатам рейтинга ИД «Галицкие контракты» и редакции журнала «ГVардия».[18]
  - Terrasoft XRM — лучшая CRM-система года, разработанная в России и странах СНГ по итогам конкурса «CRM TOP AWARD 2010» независимого портала CRMonline[19];
  - Terrasoft Consulting отмечен лидером в номинации «Лучшая компания-внедренец года».[19]
  - Александр Попов, управляющий партнёр группы компаний Terrasoft, награждён призом «За вклад в развитие CRM рынка».[19]
  - Компания Terrasoft отмечена специальным призом «За вклад в развитие отраслевых решений».[19]
  - BPMonline CRM разработки Terrasoft получила первое место в регионе EMEA на международном конкурсе CRM Idol 2011[20]